# Glossop
Glossop är en stad i grevskapet Derbyshire i England. Staden ligger i distriktet High Peak, cirka 20 kilometer öster om Manchester och cirka 33 kilometer nordväst om Sheffield. Tätortsdelen (built-up area sub division) Glossop hade 33 020 invånare vid folkräkningen år 2011. Glossop nämndes i Domedagsboken (Domesday Book) år 1086, och kallades då Glosop.